# 塔尔斯多夫
塔尔斯多夫是奥地利上奥地利州因河畔布劳瑙县的一个市镇。总面积32.34平方公里，总人口1995人，人口密度61.7人/平方公里（2012年）。